# تاكاهيرو إيهندو
تاكاهيرو إيهنْدٌ (باليابانية: 遠藤 孝弘) (7 يوليو 1968 في شيمادا في اليابان – )؛ هو لاعب كرة قدم ياباني سابق كان يلعب كمهاجم.

## وصلات خارجية
- تاكاهيرو إيهندو على موقع رابطة كرة القدم اليابانية للمحترفين (اليابانية)
- تاكاهيرو إيهندو على موقع عالم كرة القدم.نت (الإنجليزية)